# 19619 Bethbell
19619 Bethbell (1999 QA) là một tiểu hành tinh vành đai chính được phát hiện ngày 16 tháng 8 năm 1999 bởi G. Bell ở Farpoint Observatory.